# Frédéric Fauque
 Frédéric Léon Fauque, dit Fauque-Laurent, né le 6 février 1870 à Orléans et mort dans la même ville le 28 février 1946, est un  pépiniériste et obtenteur de roses français, auteur de variétés toujours prisées aujourd'hui. Elles étaient surtout commercialisées par Turbat ou Vigneron.

## Biographie
Frédéric Fauque effectue son service militaire en Algérie française entre 1891 et 1894. Fauque et son fils, installés 112 route d'Olivet, à Orléans, sont à l'origine de variétés fameuses, comme pour le père 'Madame de Watteville' (rosier grimpant 1901), 'Gerbe Rose' (hybride de Rosa wichuraiana, 1904), 'La Perle' (1904, issu de 'Madame Hoste' et Rosa wichuraiana), et en association avec son fils plusieurs rosiers grimpants dont 'Madame Alice Garnier' (1906), 'Miss Helyett' (1909) ou le célèbre 'Aviateur Blériot' (1910).
En 1912, Frédéric Fauque est nommé président du syndicat professionnel des jardiniers maraîchers et horticulteurs.
On peut admirer ses créations notamment à la roseraie du Val-de-Marne ou à la roseraie Jean-Dupont.